# Pagudpud
Pagudpud là một thị xã du lịch ven biển ở mũi cực bắc Luzon của Philippines. Theo điều tra dân số năm 2007, đô thị Pagudpud có dân số 20.385 người trong 3.804 hộ.
Các đơn vị giáp ranh: về phía nam giáp Bangui, về phía đông giáp dãy núi Cordillera, thị xã Adams và tỉnh Cagayan. Phía tây và phía bắc là Biển Đông.

## Các đơn vị hành chính
Pagudpud được chia ra 16 barangay.
| - Aggasi - Baduang - Balaoi - Burayoc - Caunayan - Dampig - Ligaya - Pancian | - Pasaleng - Poblacion 1 - Poblacion 2 - Saguigui - Saud - Subec - Tarrag - Caparispisan |